# Camafeu (monedes)
En conservació i valoració de monedes, el camafeu és el contrast entre el relleu de la moneda i el fons, que en les monedes de prova habitualment li dona un aspecte brillant i semblant a un espill.

## Camafeu en monedes no de prova
Tot i que són poc freqüents, algunes monedes de circulació generals (que no són de prova) poden presentar camafeu com a resultat del polit de la matriu. Aquestes monedes solen designar-se "PL" (Proof-Like) si l'efecte camafeu és prou fort. Les monedes que presenten una capacitat de reflex molt notable fins i tot es poden designar "DMPL" (Deep Mirror Proof-Like, de vegades reduïdes a "DPL" o Deep Proof-Like).

## Camafeu invers
Existeixen monedes que en compte de presentar l'efecte d'espill al fons, el presenten al relleu de la moneda. En 2006 la Casa de la Moneda dels Estats Units va fabricar les seves primeres monedes de prova amb camafeu invers per commemorar el 20è aniversari del programa American Eagle Bullion Coin.